# Eberhard von Mackensen
Eberhard von Mackensen (ur. 24 września 1889 w Bydgoszczy, zm. 19 maja 1969 w Altmühlendorf, Niemcy) – niemiecki dowódca wojskowy z czasów II wojny światowej w stopniu generała pułkownika.

## Życiorys
Był synem słynnego feldmarszałka niemieckiego Augusta von Mackensena. 1 października 1908 roku wstąpił do Korpusu Kadetów Armii Pruskiej, aby ukończyć szkolenie 23 stycznia 1910 w stopniu podporucznika i w tej randze zastała go I wojna światowa. 25 lutego 1915 został porucznikiem. W tym samym roku na dzień przed swoimi urodzinami został ranny. Od 20 maja 1917 roku pełni funkcje sztabowe. Za zasługi i męstwo odznaczony dwukrotnie Krzyżem Żelaznym.
W latach 1937–1939 dowódca 1. Brygady Kawalerii armii niemieckiej. W 1939 roku dowódca 5. Armii w Polsce i 14. Armii we Francji. W latach 1942–1943 dowódca 1. Armii Pancernej na froncie wschodnim. W 1943 roku dowodził 14. Armią we Włoszech. W 1944 roku przeszedł w stan spoczynku. W 1945 roku aresztowany przez wojska alianckie. 
Po wojnie sądzony w Rzymie przez Międzynarodowy Trybunał do Spraw Zbrodni wojennych i skazany 30 listopada w 1947 roku na karę śmierci, którą później zamieniono na 21 lat więzienia. Zwolniony 2 października 1952 roku.

## Kariera wojskowa
- Fahnenjunker (1 października 1908)[2]
- Leutnant (22 marca 1910)[2]
- Oberleutnant (25 lutego 1915)[2]
- Hauptmann (20 maja 1917)[2]
- Major (1 lutego 1928)[2]
- Oberstleutnant ((1 października 1932)[2]
- Oberst (1 września 1934)[2]
- Generalmajor (1 stycznia 1938)[2]
- Generalleutnant (1 stycznia 1940)[2]
- General der Kavallerie (1 sierpnia 1940)[2]
- Generaloberst (6 lipca 1943)[2]

## Odznaczenia
- Krzyż Żelazny (1914)
  - II klasy
  - I klasy
- Czarna Odznaka za Rany[3]
- Kawaler I klasy Orderu Alberta z mieczami[3]
- Krzyż Rycerski Krzyża Żelaznego (1941)[1]
- Krzyż Rycerski z Liśćmi Dębu (1942)[1]